# Francesco Soriano
 (octobre 2020).
Pour les articles homonymes, voir Suriano.
Francesco Soriano (ou Suriano), né en 1549 à Soriano nel Cimino et mort en 1621 à Rome, est un compositeur italien.

## Biographie
Comme beaucoup de ses contemporains de naissance modeste, Francesco Soriano porte le nom de son lieu d'origine. Adolescent, il s'installe à Rome, où âgé de 15 ans, il est cité parmi les « petits chanteurs » de la chapelle musicale de Saint-Jean-de-Latran. Dans les années suivantes, il a eu comme maîtres Giovanni Maria Nanini, puis Giovanni Pierluigi da Palestrina lui-même, dont il est considéré comme l'un des meilleurs disciples. Après une période à la cour des Gonzague à Mantoue (1583-1584), il a pris la direction de quelques-unes des principales chapelles romaines de l'époque : Saint-Louis-des-Français (1581), l'une des chapelles de Sainte-Marie-Majeure (1587), Saint-Jean-de-Latran (1589). Après une brève période à la cathédrale de Tivoli, en 1603, il était de retour à Rome comme maître de chant de la Cappella Giulia à Saint-Pierre du Vatican, où il est resté jusqu'en 1620, quand il a pris sa retraite en gardant la « jouissance de l'ensemble de ses revenus » et a été remplacé par le maître Vincenzo Ugolini de Pérouse.

## Position dans la musique duXVIesiècle
Le style de Francesco Soriano manifeste des traits saillants de l'école romaine : la pureté des voix, la fluide ardeur religieuse contrapuntique. L'un de ses mérites est qu'il a contribué à la rédaction du « Graduale Mediceo ». La réforme tridentine (1545 - 1563) a révisé de nombreux textes liturgiques, réduisant leur durée : les parties musicales trop longues ont dû être révisées et réécrites en conséquence. Cette tâche a été commencée par Palestrina et Annibale Zoilo. Après la mort de Palestrina, l'écriture a été jugée arbitraire et trop innovante. Par conséquent, la tâche a été confiée à Francesco Suriano et Felice Anerio. Leur travail a été achevé en 1614, puis a été approuvé et adopté pour l'usage liturgique, pendant trois siècles, jusqu'en 1903, quand Pie X a décidé de revenir au chant grégorien dans son intégrité primitive et a confié la tâche aux moines de Solesmes.
Quelques années après la mort de Francesco Soriano, Giovanni d’Avella (dans « Regole di musica », Rome, Moneta 1657) déclare de lui : « il y avait un courageux homme romain digne de louange, appelé Suriano, qui maîtrisait l'art de notre époque. Il était si excellent que par-dessus chaque note, il ajoutait des dissonances en continu, sans interrompre le contrepoint; il semblait à la fois avoir une fureur infernale et une douceur d'ange dans le contrepoint; et il était si enclin à la dissonance, que c'en était vraiment étrange. Beaucoup de gens ont essayé de l'imiter sans y arriver. Mais après trois ou quatre essais, ils revenaient au contrepoint ordinaire ».

## Œuvres

### Musique sacrée
- Motectorum quae 8 voces concinuntur, Rome 1597
- Missarum liber primus à 4 à 6 et 8, Rome 1609
- Editio Medicea del graduale romano (en collaboration avec F.Anerio), 1614
- Psalmi et motecta quae 8.12.16 voces concinuntur, liber secundus, Venise 1616
- Passio D.N.Jesu, secundum quatuor evangelistas, 1619

### Musique profane
- Primo libro dei madrigali a 5 voci, Venise 1581
- Secondo libro dei madrigali a 5 voci, Rome 1592
- Libro dei madrigali a 4 e 6 voci, Rome 1601
- Secondo libro dei madrigali a 4 voci, Rome 1602
- Canoni et obblighi di 110 sorte sull’Ave maris stella, Rome 1609
- Villanelle a 3 voci, 1617 (œuvre perdue)